# 秀灑灰蝶
秀灑灰蝶（學名：Satyrium eximium），又名新秀洒灰蝶、霧社烏小灰蝶、綫灰蝶、優秀洒灰蝶。

## 描述
體色與形態：背部呈黑褐色，腹部為白色。前翅邊緣呈弧形，後翅末端有細長尾突，臀區具發達的葉狀突起。
翅面特徵：翅背面為褐色，臀區葉狀突為黑褐色，內含橙紅色紋。翅腹面底色為褐色，前後翅有暗色邊線紋，後翅紋路呈波狀。CuA1室有由黑斑與橙紅色弦月紋組成的眼狀斑，臀區亦有黑斑與橙色紋。亞外緣處有鑲白紋的暗色紋列，緣毛為褐色。
性別差異：雄蝶的前翅背面中室端附近有橢圓形灰色性標；雌蝶翅背面常見橙紅色紋。

## 分佈
分布於於華西、華北及朝鮮半島及臺灣。臺灣本島常見於中南部中海拔地區。

## 棲地
主要棲息於原始崩塌地或闊葉林邊緣環境，一年一代，成蝶初夏出現，成蝶活動期為5至7月，飛行敏捷，喜訪花，也會於溼地吸水。
幼蟲以鼠李科小葉鼠李的新芽與幼葉為食，冬季以卵態越冬，卵產於細枝上。